# San Miniato Basso
San Miniato Basso (già Pinocchio; Pinochium in latino) è una frazione del comune italiano di San Miniato, nella provincia di Pisa, in Toscana.
Attivo centro artigianale, agricolo e commerciale, l'abitato è posto all'incrocio della strada statale 67 Tosco Romagnola e la SS 436 che la collega a Fucecchio.

## Storia
Il nome originale Pinocchio è un derivato da pīnus, "pino" in latino.
Il nucleo originario è riferibile al basso medioevo, situato lungo la "strada pisana", ovvero l'attuale strada statale 67 Tosco Romagnola. Fra il 1288 e il 1294 fu tracciata la nuova strada per Fucecchio, cioè l'attuale Viale Guglielmo Marconi, e il flusso determinato dall'incrocio con la Pisana favorì l'apertura di un'osteria, allo stesso modo di quelle sorte a La Scala, Ponte a Elsa, Santa Gonda.
Alla fine del XVIII secolo, a poca distanza dal ponte lungo la "strada Pisana", fu eretta la chiesa dedicata a Santo Stefano e a San Martino, costituita unendo le parrocchiali di San Martino a Faognana, Santa Lucia a Scoccolino, Santo Stefano all'Ontraino e Santa Maria a Soffiano. Al momento dell'ultimazione della chiesa nel 1782 furono censiti 33 nuclei familiari con circa 330 abitanti.
La Stazione di San Miniato - Fucecchio risale al 1847 fu edificata sulla linea Pontedera-Empoli, con una forte opposizione da parte della popolazione locale, in quanto c'era la convinzione che la strada ferrata fosse veicolo di malattie. Al momento della sua costruzione la stazione fu denominata di San Pierino.
All'Unità d'Italia gli abitanti erano circa 900. San Miniato Basso ha assunto l'attuale denominazione nel 1924 ed è derivata dalla fusione delle località Pinocchio, Casenuove e Ontraino.
Nel corso della seconda guerra mondiale la località subì numerosi danni, principalmente dovuti ai tentativi di rendere inutilizzabile la linea ferroviaria.
Intorno al 1955 venne costruita la chiesa di San Giuseppe Lavoratore a Ontraino.
Nel 1993 è stata istituita una sede decentrata della biblioteca comunale di San Miniato che conta circa 5.500 volumi. 
Negli ultimi decenni del XX secolo, la frazione ha avuto uno forte sviluppo urbanistico e economico dovuto alla presenza della stazione ferroviaria sulla linea Pisa – Firenze e al passaggio della Strada di grande comunicazione Firenze-Pisa-Livorno, che le hanno permesso il maggior sviluppo tra le varie frazioni di San Miniato.
Nel 2009 è stata inaugurata la nuova chiesa della Trasfigurazione del Signore.
Lo sviluppo urbano della frazione sta collegando San Miniato Basso alle vicine frazioni di La Scala e Catena senza soluzione di continuità.